# Discographie de The Fall

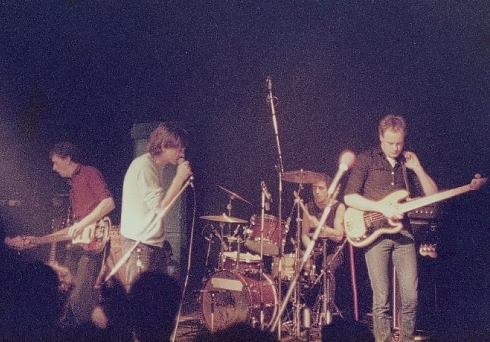
The Fall à Hambourg en 1984

Le groupe britannique The Fall est fréquemment qualifié de prolifique. Il a publié environ un album chaque année depuis sa formation en 1976, ainsi qu'un grand nombre de singles, compilations ou enregistrements en concert.

## Albums

### Albums studio
1. Live at the Witch Trials (1979)
2. Dragnet (1979)
3. Grotesque (After the Gramme) (1980)
4. Slates (1981)
5. Hex Enduction Hour (1982)
6. Room to Live (Undilutable Slang Truth!) (1982)
7. Perverted by Language (1983)
8. The Wonderful and Frightening World of The Fall (1984)
9. This Nation's Saving Grace (1985)
10. Bend Sinister (1986)
11. The Frenz Experiment (1988)
12. I Am Kurious Oranj (1988)
13. Extricate (1990)
14. Shift-Work (1991)
15. Code: Selfish (1992)
16. The Infotainment Scan (1993)
17. Middle Class Revolt (1994)
18. Cerebral Caustic (1995)
19. The Light User Syndrome (1996)
20. Levitate (1997)
21. The Marshall Suite (1999)
22. The Unutterable (2000)
23. Are You Are Missing Winner (2001)
24. The Real New Fall LP (Formerly Country on the Click) (2003)
25. Fall Heads Roll (2005)
26. Reformation! Post-TLC (2007)
27. Imperial Wax Solvent (2008)
28. Your Future Our Clutter (2010)
29. Ersatz G.B. (2011)
30. Re-Mit (2013)
31. Sub-Lingual Tablet (2015)
32. New Facts Emerge (2017)

### Albums mêlant enregistrements studio et enregistrements en concert
1. Totale's Turns (It's Now or Never) (1980)
2. Seminal Live (1989)
3. The Twenty-Seven Points (1995)
4. 2G+2 (2002)
5. Interim (2004)

### Album en concert
1. Live in London 1980 (1982)
2. A Part of America Therein, 1981 (1982)
3. Fall In a Hole (1983)
4. BBC Radio 1 Live in Concert (1993)
5. In the City... (1997)
6. 15 Ways to Leave Your Man, Live (1997)
7. Live to Air in Melbourne 1982 (1998)
8. Live Various Years (1998)
9. Nottingham 92 (1998)
10. Live 1977 (2000)
11. I Am as Pure as Oranj (2000)
12. Live in Cambridge 1988 (2000)
13. Austurbaejarbio (Live in Reykjavik 1983) (2001)
14. Live in Zagreb (2001)
15. Liverpool 78 (2001)
16. Touch Sensitive... Bootleg Box Set (2003)
17. The Idiot Joy Show (2003)
18. Live at the Phoenix Festival (2003)
19. Live at Deeply Vale (2005)
20. Live from the Vaults - Oldham 1978 (2005)
21. Live from the Vaults - Retford 1978 (2005)
22. Live from the Vaults - Los Angeles 1979 (2005)
23. Live from the Vaults - Glasgow 1981 (2005)
24. Live from the Vaults - Alter Bahnoff, Hof, Germany 1981 (2005)
25. Live at the Knitting Factory, New York 9 April 2001 (2007)
26. Live at the Garage, London 20 April 2002 (2007)
27. Live at the Knitting Factory, LA 14 November 2001 (2007)
28. Live at the ATP Festival 28 April 2002 (2007)
29. Last Night At The Palais (2009)
30. Live in San Francisco (2013)
31. Creative Distortion (2014)
32. Yarbles (2014)
33. Live Uurop VIII-XII Places in Sun And Winter, Son (2014)
34. Bingo Masters At The Witch Trials (2016)
35. Live In Clitheroe (2017)

Deux pistes en concert apparaissent sur la compilation Short Circuit sortie en 1978.

### Compilations
1. 77–Early Years–79 (1981)
2. Hip Priest and Kamerads (1985)
3. Nord-West Gas (1986)
4. Palace of Swords Reversed (1987)
5. 458489 A Sides (1990)
6. 458489 B Sides (1990)
7. The Collection (1993)
8. Backdrop (1994)
9. Sinister Waltz (1996)
10. Fiend with a Violin (1996)
11. Oswald Defence Lawyer (1996)
12. The Archive Series (1997)
13. The Less You Look, the More You Find (1997)
14. Oxymoron (1997)
15. Cheetham Hill (1997)
16. Smile... It's the Best of (1998)
17. Northern Attitude (1998)
18. The Peel Sessions (1999)
19. A Past Gone Mad (2000)
20. Psykick Dancehall (2000)
21. A World Bewitched (2001)
22. Totally Wired – The Rough Trade Anthology (2002)
23. The Rough Trade Singles Box (2002)
24. High Tension Line (2002)
25. Listening In (2002)
26. Early Singles (2002)
27. It's the New Thing! The Step Forward Years (2003)
28. Words of Expectation – BBC Sessions (2003)
29. The War Against Intelligence – The Fontana Years (2003)
30. Rebellious Jukebox (2003)
31. 50,000 Fall Fans Can't Be Wrong – 39 Golden Greats (2004)
32. The Complete Peel Sessions 1978–2004 (2005)
33. The Permanent Years – Paranoia Man in Cheap Sh*t Room (2006)
34. The Fall Box Set 1976-2007 (2007)
35. I've Never Felt Better In My Life - 1979-1982 (2008)
36. Rebellious Jukebox Volume 2 (2009)
37. Totally Wired... Another Fall Best Of (2009)
38. Rebellious Jukebox Volume 3 (2010)
39. 13 Killers (2013)
40. White Lightning (2014)
41. The Wonderful And Frightening Escape Route To... (2015)
42. Schtick: Yarbles Revisited (2015)
43. The Classical (2016)
44. A-Sides 1978-2016 (2017)

### Box Set
- Box One (1988)
- Box Two (1989)
- The Other Side Of... (1996)
- Time Enough At Last (2003)
- 5 Albums (2013)
- The Fontana Years (2017)
- Singles 1978-2016 (2017)

### Mark E. Smith
Mark E. Smith, chanteur et leader de The Fall, est son seul membre permanent ; il a sorti deux albums de spoken word en solo :
1. The Post Nearly Man (1998)
2. Pander! Panda! Panzer! (2002)

## Extended plays
1. Bingo-Master's Break-Out! EP (1978)
  - "Psycho Mafia" / "Bingo-Master" / "Repetition"
2. Fiery Jack EP (1980)
  - "Fiery Jack" / "2nd Dark Age" / "Psyckick Dancehall #2"
3. Call for Escape Route EP (1985)
  - "Draygo's Guilt" / "Clear Off" / "No Bulbs"
  - (came with free 7") "No Bulbs 3" / "Slang King 2"
4. Peel Sessions EP (1987)
  - "Put Away" / "Mess of My" / "No Xmas for John Key" / "Like to Blow"
5. The Dredger EP (1990)
  - "White Lightning" / "Blood Outta Stone" / "Zagreb" (Movements I & II & III) / "Life Just Bounces"
6. High Tension Line 12" (1990)
  - "High Tension Line" / "Xmas With Simon" / "Don’t Take The Pizza"
7. Free Range 12" (1992)
  - "Free Range" / "Return" / "Dangerous" / "Everything Hurtz"
8. Kimble EP (1993)
  - CD: "Kimble" / "Gut of the Quantifier" / "Spoilt Victorian Child" / "Words of Expectation"
  - 12": "Kimble" / "C'n'C-Hassle Schmuk" / "Spoilt Victorian Child" / "Words Of Expectation"
9. The Fall vs 2003 EP (2003) UK #64
  - "Susan vs Youthclub" / "Janet vs Johnny" / "Susan vs Youthclub" (remix)
10. (We Wish You) A Protein Christmas EP (2003)
  - "(We Wish You) A Protein Christmas" / "(We Are) Mod Mock Goth" / "(Birtwistle's) Girl in Shop" / "Recovery Kit #2"
11. Rude (All the Time) EP (2005)
  - "Distilled Mug Art" / "I Wake Up in the City" / "Where's the Fuckin Taxi? Cunt" / My Ex-Classmates' Kids"
12. The Remainderer EP (2013)
  - "The Remainderer" / "Amorator!" / "Mister Rode" / "Rememberance R" / "Say Mama/Race With the Devil" / "Touchy Pad"
13. Wise Ol' Man (2016)
  - "Wise Ol' Man [Edit]" / "All Leave Cancelled" / "Dedication [Remix]" / "Wise Ol' Man [Instrumental]" / "Venice with Girls" / "All Leave Cancelled (X)"

## Singles
1. "Bingo-Master's Break-Out!" / "Psycho Mafia", "Repetition" (1977)
2. "It's the New Thing" / "Various Times" (1978)
3. "Rowche Rumble" / "In My Area" (1979)
4. "How I Wrote 'Elastic Man'" / "City Hobgoblins" (1980)
5. "Totally Wired" / "Putta Block" (1980)
6. "Lie Dream of a Casino Soul" / "Fantastic Life" (1981)
7. "Look, Know" / "I'm into C. B." (1982)
8. "Marquis Cha-Cha" / "Room to Live" (1982)
9. "The Man Whose Head Expanded" / "Ludd Gang" (1983)
10. "Kicker Conspiracy" / "Wings" (1983)
11. "Oh! Brother" / "God Box" (1984) UK #93
12. "c.r.e.e.p." / "Pat-Trip Dispenser" (1984) UK #91
13. "Draygos Guilt" (1984) UK #99
14. "Couldn't Get Ahead" / "Rollin' Dany" (1985) UK #90
15. "Cruiser's Creek" / "L.A." (1985) UK #96
16. "Living Too Late" / "Hot Aftershave Bop" (1986) UK #97
17. "Mr Pharmacist" / "Lucifer Over Lancashire" (1986) UK #75
18. "Hey! Luciani" / "Entitled" (1986) UK #59
19. "There's a Ghost in My House" / "Haf Found Bormann" (1987) UK #30
20. "Hit the North" (1987) UK #57
21. "Victoria" / "Tuff Life Boogie" (1988) UK #35
22. "Jerusalem" / "Acid Priest" / "Big New Prinz" / "Wrong Place, Right Time" (1988) UK #59
23. "Cab It Up!" / "Dead Beat Descendant" (1989) UK #81
24. "Telephone Thing" / "British People in Hot Weather" (1990) UK #58
25. "Popcorn Double Feature" / "Arms Control Poseur" (1990) UK #84
26. "White Lightning" / "Blood Outta Stone" (1990) UK #56
27. "High Tension Line" / "Xmas with Simon" (1990) UK #97
28. "Free Range" / "Everything Hurtz" (1992) UK #40
29. "Ed's Babe" (1992)
30. "Why Are People Grudgeful?" / "Glam-Racket" (1993) UK #43
31. "Behind the Counter" (1993) UK #75
32. "15 Ways" (1994) UK #65
33. "The Chiselers" (1996) UK #60
34. "Masquerade" (1998) UK #69
35. "Touch Sensitive" (1999)
36. "F-'oldin' Money" (1999)
37. "Rude (All the Time)" / "I Wake Up in the City" (2001)
38. "Susan Vs Youthclub" (2002)
39. "(We Wish You) A Protein Christmas" (2003)
40. "Theme from Sparta F.C. #2" (2004) UK #66
41. "2 Librans" (2004)
42. "I Can Hear the Grass Grow" (2005)
43. "Higgle-Dy Piggle-Dy" coupled with Alec Empire/Gary Burger "Monk Time" (2006)
44. "Reformation!" (2007)
45. "Slippy Floor" (2009)
46. "Bury!" (2010)
47. "Laptop Dog" (2011)
48. "Night Of The Humerons" (2012)
49. "Sir William Wray" (2013)